# Incendie de l'asile Saint-Jean-de-Dieu
L'incendie de l'Asile Saint-Jean-de-Dieu est un incendie majeur survenu le 6 mai 1890 dans la asile Saint-Jean-de-Dieu, un hôpital psychiatrique constitué d'un bâtiment principal de 6 étages et de cinq autres bâtiments , situé dans le village de Longue-Pointe, Québec, Canada (aujourd'hui Montréal). L'incendie fait 104 morts sur les 242 travailleurs et 1 200 patients de l’hôpital. Il s'agit de l'incendie le plus meurtrier de l'histoire de Montréal. 

## L'incendie
Inauguré en 1863, par le gouvernement provincial, l'asile Saint-Jean-de-Dieu est administré par les sœurs de la Providence de Montréal. Situé près du village de Longue-Pointe, le complexe hospitalier occupe 200 acres et est constitué d'un bâtiment principal de six étages et de cinq autres bâtiments, tous construits en bois. Il compte sur 242 personnes (médecins, sœurs, gardiens, surveillants) pour s'occuper de 1 200 patients des deux sexes souffrant à divers degrés de problèmes de santé mentale. 
L'incendie est déclaré à 11 h 30 par le chapelain. Constatant les dégâts, on appelle rapidement au secours les pompiers de Montréal. Ceux-ci arrivent à toute vitesse, un trajet de 21 minutes depuis la caserne 11, à tel point que les chevaux sont épuisés. Ils constatent cependant l'irrémédiable. Le sous-chef Naud prédit le sort de l'asile : « Il n'y pas de puissance humaine pour en sauver une seule pièce ». Les pompiers donnent l'ordre d'ouvrir les portes pour faire sortir les patients au plus vite. Plusieurs patients en profitent pour s'enfuir.
La lutte contre l'incendie se fait dans des conditions peu habituelles, ce qui donne lieu à des scènes bizarres. Ainsi, certains pensionnaires refusent de sortir et sont brûlés vifs sous les yeux des pompiers. Mais certains héros arrivent à sauver plusieurs vies. Le chef Zéphirin Benoit, l'inspecteur en chef des chaudières de la Ville de Montréal E.O Champagne ainsi que le docteur Edmond-Joseph Bourque se distinguent par leur bravoure.

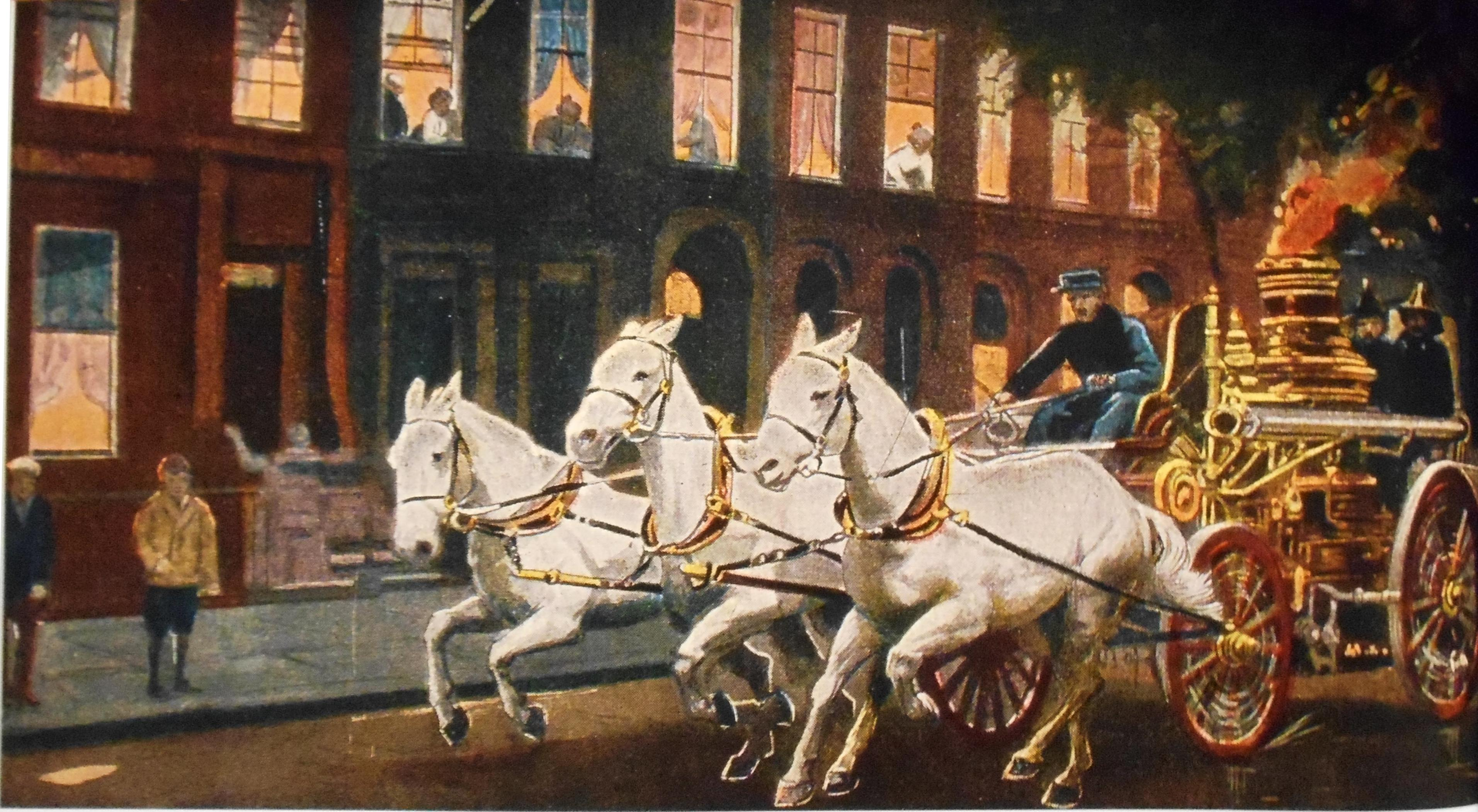
Pompe Clapp & Jones
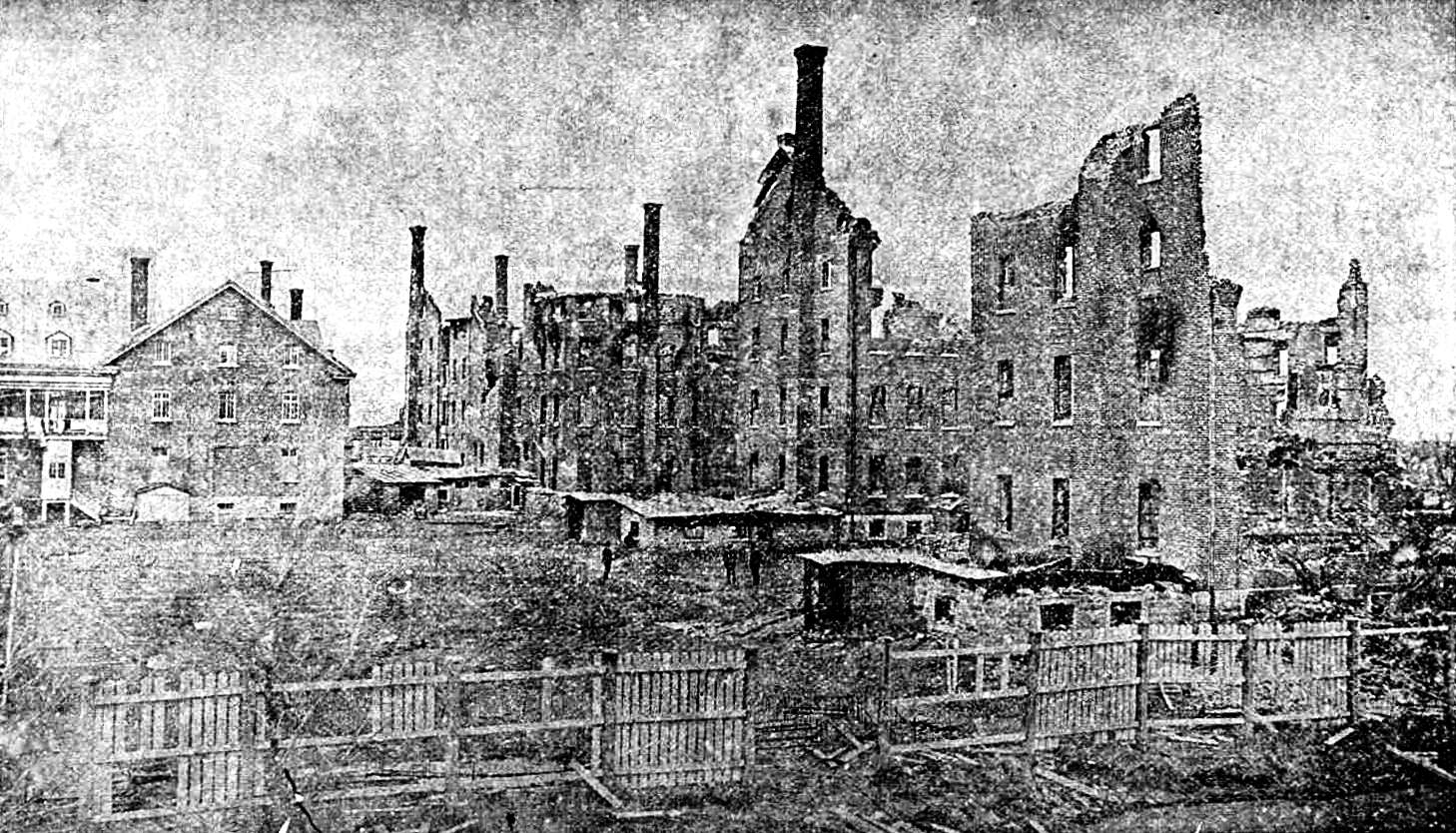
Vue prise du côté nord
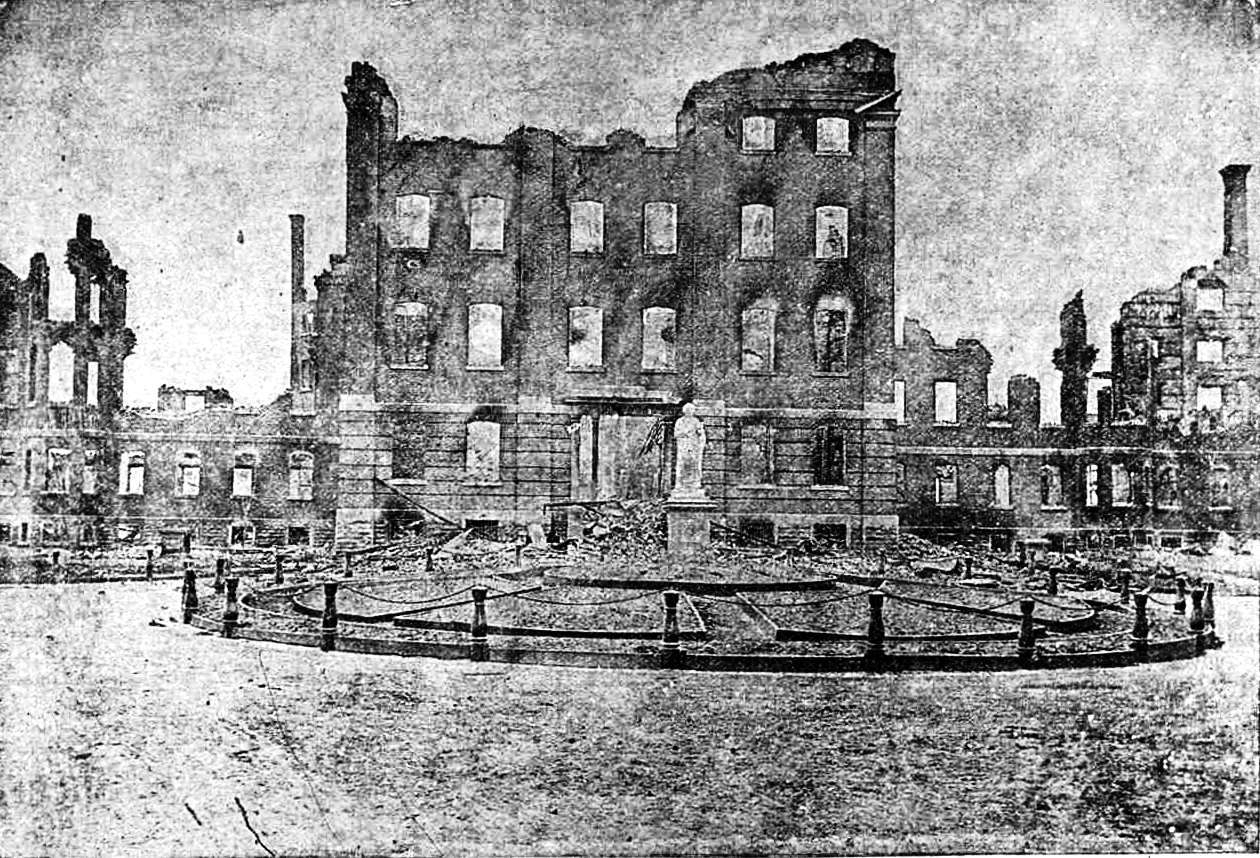
Façade de l'asile
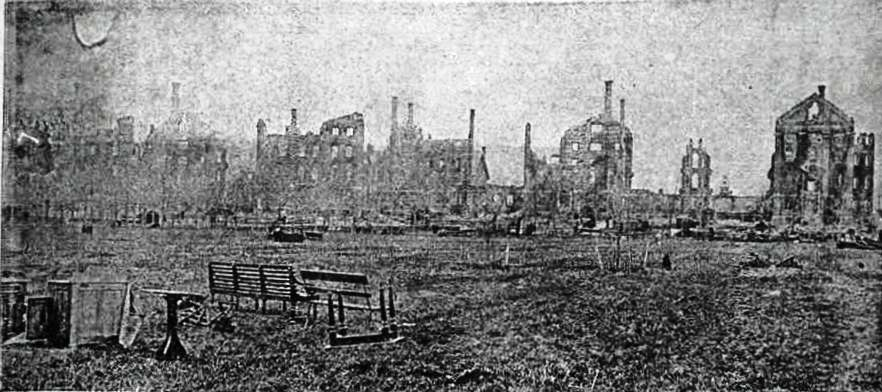
Vue générale de l'édifice après l'incendie
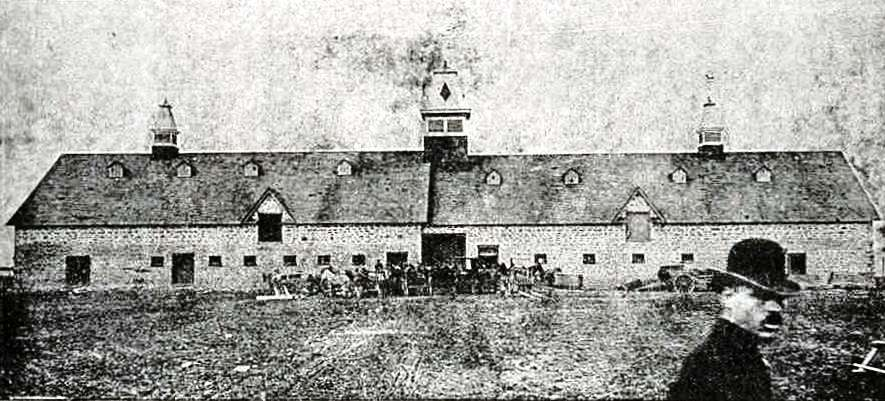
Vue du bâtiment où ont été internés les fous pendant l'incendie
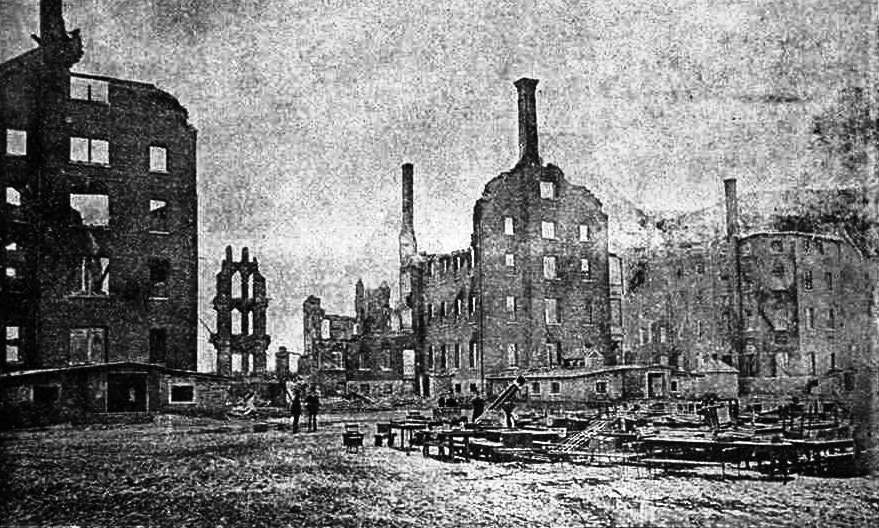
Vue prise en arrière de l'édifice

## Reconstruction

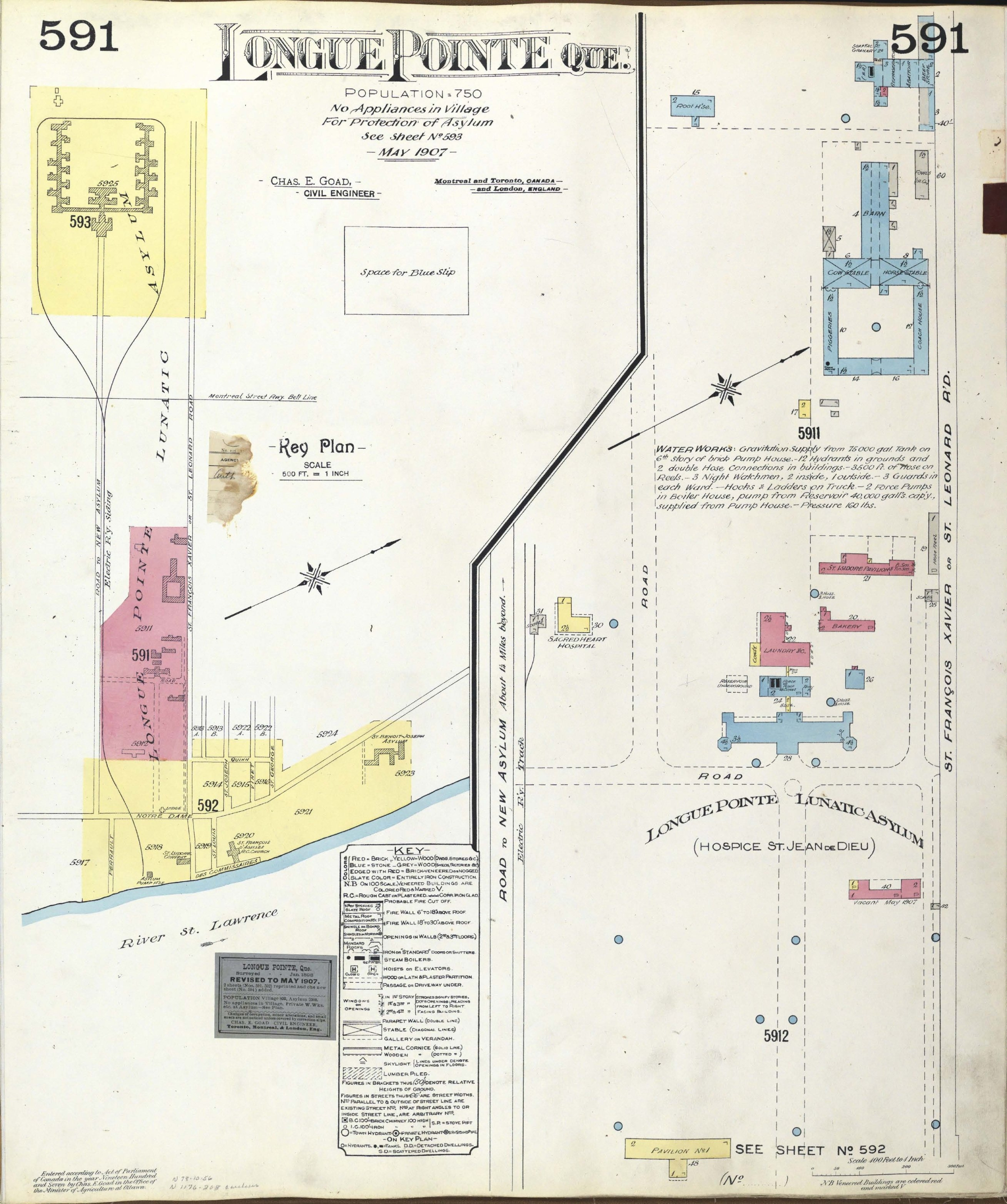
Carte de Longue-Pointe en 1907

Peu de bâtiments subsistent des suites du terrible incendie. On procède tout de même à une reconstruction, de sorte qu'une carte de 1907 montre bien l'emplacement des nouveaux bâtiments.